# 007 First Light
007 First Light är ett kommande actionäventyrsspel utvecklat och utgivet av IO Interactive som kommer att släppas 2026 till Microsoft Windows, Nintendo Switch 2, Playstation 5, Xbox Series X och Series S. Spelets handling är baserad på filmserien om James Bond.

## Utveckling
Spelet utannonserades 2020 under arbetsnamnet Project 007. I en intervju med Danmarks Radio nämnde Hakan Abrak från IO Interactive att spelet har en originell handling och det kan bli en trilogi. Spelet använder spelmotorn Glacier Engine som används i Hitman-spelen som är även utvecklad av IO Interactive  4 juni 2025 meddelade utvecklaren att spelets officiella titel är 007 First Light.

## Lansering
007 First Light kommer att släppas 2026 till Microsoft Windows, Nintendo Switch 2, Playstation 5, Xbox Series X och Series S.